# GM Korea
GM Korea раніше GM Daewoo (GM Daewoo Auto and Technology Company або GM DAT) — південнокорейський автомобільний виробник, що входить до компанії General Motors.
GM Daewoo була частиною Daewoo Group, яка збанкрутувала у 1999 році. Наразі компанія має 5 заводів з виробництва у Південній Кореї та підприємство зі складання у В'єтнамі. Окрім того GM Daewoo постачає комплекти для складання автомобілів на заводи General Motors у Китаї, Таїланді, Індії, Колумбії та Венесуелі. У 2008 році GM Daewoo виробив понад 1,9 мільйонів авто, включаючи автокомплекти для складання. Зараз компанія виробляє автомобілі та комплекти під марками Chevrolet, Buick, GMC, Opel, Vauxhall, Pontiac, Holden та Suzuki, які продаються у 150 країнах світу. Ця компанія випустила такі автомобілі як:
Daewoo BC
Daewoo BF
Daewoo BH
Daewoo BM
Daewoo BS
Daewoo BV
Daewoo BX
Daewoo FX212 Super Cruiser
Daewoo Damas
Daewoo Espero
Daewoo Gentra
Daewoo Labo
Chevrolet Lacetti
Daewoo Lanos
Daewoo Leganza
Daewoo LeMans
Daewoo Lestar
Daewoo Magnus
Daewoo Matiz
Daewoo Nexia
Daewoo Nubira
Daewoo Prince
Daewoo Tico
Та інші зображено тут: